# Hemimyzon pumilicorpora
Hemimyzon pumilicorpora är en fiskart som beskrevs av Zheng och Zhang, 1987. Hemimyzon pumilicorpora ingår i släktet Hemimyzon och familjen grönlingsfiskar. Inga underarter finns listade i Catalogue of Life.